# 2014 en Irak
Chronologie du Proche-Orient
2009 en Irak - 2010 en Irak - 2011 en Irak - 2012 en Irak - 2013 en Irak - 2014 en Irak - 2015 en Irak - 2016 en Irak
2006 par pays au Proche-Orient - 2007 par pays au Proche-Orient - 2008 par pays au Proche-Orient - 2009 par pays au Proche-Orient - 2010 par pays au Proche-Orient - 2011 par pays au Proche-Orient - 2012 par pays au Proche-Orient - 2013 par pays au Proche-Orient - 2014 par pays au Proche-Orient - 2015 par pays au Proche-Orient - 2016 par pays au Proche-Orient
Cet article présente les faits importants qui se sont produits en Irak en 2014.

## Janvier 2014
- 2 janvier 2014 : Suite de la bataille d'Al-Anbar, phase d'escalade de la seconde guerre civile irakienne. Dans la province d'Al-Anbar, dans l'ouest de l'Irak, les milices tribales sunnites et les groupes djihadistes, dont l'État islamique, poursuivent leur offensive, commencée le 30 janvier 2013, contre les forces gouvernementales. Elles tiennent partiellement les villes de Falloujah et Ramadi[1].

- 5 janvier 2014 : La ville de Falloujah est entièrement aux mains des insurgés[2].
- 21 janvier 2014 : Exécution de 21 personnes condamnées à mort pour activités terroristes, dont Adel al-Mashhadani, un ancien chef des milices sunnites Sahwa[3].
- 30 janvier 2014 : Des combattants clandestins attaquent un bâtiment du ministère des Transports à Bagdad. Au total, les violences ont fait au moins 900 morts en Irak au cours du mois de janvier[4].

## Avril 2014
- 30 avril 2014 : élections législatives en Irak. La Coalition de l'État de droit, formation du premier ministre Nouri al-Maliki, arrive en tête mais n'obtient que 24,14 % des voix et n'a pas de majorité au parlement irakien.

## Juin 2014
- 8 juin 2014 : à Jalula dans la province de Diyala, un attentat-suicide visant le siège de l'Union patriotique du Kurdistan fait 18 morts[5].
- 10 juin 2014 : Prise de Mossoul par une coalition réunissant l'État islamique en Irak et au Levant, les milices tribales sunnites et les groupes baasistes. Dans les jours suivants, les insurgés s'emparent de Tikrit et menacent Bagdad[6].
- 12 juin 2014 : La ville de Kirkouk, menacée par l'avance rapide des djihadistes de l'État islamique et évacuée par les troupes gouvernementales, est occupée par les peshmergas kurdes et passe sous l'autorité de fait de la Région du Kurdistan[7],[8].
- 13 juin 2014 : Le grand ayatollah Ali al-Sistani, chef du clergé chiite, lance un appel à combattre l'État islamique. Des milices de volontaires chiites se constituent, les Hachd al-Chaabi (Unités de mobilisation populaire)[9].
- 29 juin 2014 : Abou Bakr al-Baghdadi, chef de l'État islamique, proclame le califat.

## Juillet 2014
- 17 juillet 2015 : l'attentat de Khan Bani Saad, revendiqué par l'État islamique contre des habitants chiites fait au moins 115 morts et 170 blessés[10].
- 13 juillet 2014 : Dans le quartier chiite de Zayouna à Bagdad, des hommes armés attaquent des maisons de prostitution et tuent 29 femmes, un proxénète et un garde. Les miliciens radicaux chiites avaient déjà tué plusieurs prostituées à Bagdad[11].

## Août 2014
- 3 août 2014 : L'État islamique s'empare de la ville de Sinjar dans la province de Ninive. Des dizaines de milliers d'habitants yézidis, traqués par les djihadistes qui les considèrent comme des païens, s'enfuient dans les montagnes proches[12].
- 8 août 2014 : Début des frappes aériennes américaines contre l'État islamique.
- 11 août 2014 :
  - Les peshmergas kurdes irakiens, aidés par des volontaires kurdes syriens du PYD et turcs du PKK, arrêtent l'offensive de l'EI qui s'était emparé de Qaraqosh (Bakhdida, dans le district d'Al-Hamdaniya) et de Makhmour[13].
  - Le président Fouad Massoum désigne Haïder al-Abadi comme premier ministre à la place de Nouri al-Maliki[14].
- 22 août 2014 : Des miliciens chiites attaquent une mosquée sunnite dans la province de Diyala, faisant 70 morts[15].
- 31 août 2014 : Les forces irakiennes repoussent l'EI et l'obligent à lever le siège d'Amerli.

## Septembre 2014
fr intervention irannienne en Irak (2014–présent) (en)
- 21 septembre 2014 : l'Iran annonce que des hommes de la force Al-Qods, unité d'élite des Gardiens de la révolution iraniens, sont engagés aux côtés des milices chiites contre l'EI[16]

## Octobre 2014
- 24-25 octobre 2014 : les forces gouvernementales irakiennes et les milices chiites Hachd al-Chaabi reprennent à l'EI la ville de Jourf al-Sakhr, au sud de Bagdad.
- du 24 octobre 2014 au 2 novembre 2014 :  : près de Hit, dans la province d'Al-Anbar, les djihadistes exécutent entre 200 et 400 membres de la tribu des Albou Nimr[17].

## Décembre 2014
- 30 décembre 2014 : les forces pro-gouvernementales reprennent la ville de Dhoulouiyah, au nord de Bagdad.